# (864) Аас
(864) Аас (лат. Aase) — астероид главного пояса астероидов, принадлежащий к спектральному классу S. Астероид был открыт 30 сентября 1921 года немецким астрономом Карлом Рейнмутом в Гейдельбергской обсерватории на юго-западе Германии и назван в честь персонажа из пьесы Генрика Ибсена «Пер Гюнт» (норв. Åse, в русском переводе Озе, мать Пера Гюнта).
Астероид принадлежит к крупному семейству астероидов Флоры.
Первоначально это имя было дано объекту А917CB, обнаруженному 13 февраля 1917 года Максом Вольфом. 7 декабря 1926 года Карлом Рейнмутом был открыт 1926 XB, которому дали имя (1078) Мента. В 1958 году было обнаружено, что это один и тот же объект. В 1974 году было решено сохранить для этого объекта имя (1078) Мента и повторно использовать имя и номер (864) Аас для объекта 1921 KE, обнаруженного 30 сентября 1921 года Карлом Рейнмутом.